# Championnats panaméricains de boxe amateur 2017
Navigation
Édition précédente Édition suivante
La 12e édition des championnats panaméricains de boxe amateur s'est déroulée à Tegucigalpa, Honduras, du 10 juin au 18 juin 2017. 

## Résultats

### Podiums hommes
| Catégories                  | Or                     | Argent             | Bronze                          |
| Poids mi-mouches (-49 kg)   | Yuberjén Martínez      | Joahnys Argilagos  | Oscar Collazo Carlos Quipo      |
| Poids mouches (-52 kg)      | Yosvany Veitia         | Ceiber Ávila       | Franklin Gonzalez David Jiménez |
| Poids coqs (-56 kg)         | Leonel de los Santos   | Javier Ibanez      | Cristofer Flores Duke Ragan     |
| Poids légers (-60 kg)       | Lazaro Alvarez         | Delante Johnson    | Alberto Mora Luis Cabrera       |
| Poids super-légers (-64 kg) | Andy Cruz Gómez        | Elvis Rodriguez    | Freudis Rojas Artur Biarslanov  |
| Poids welters (-69 kg)      | Roniel Iglesias        | Quinton Randall    | Bryan Polaco Juan Ramon Solano  |
| Poids moyens (-75 kg)       | Arlen Lopez            | Jorge Luis Vivas   | Lester Martinez Hector Aguirre  |
| Poids mi-lourds (-81 kg)    | Julio Cesar de la Cruz | Carlos Andrés Mina | Jeison Monroy Michel Borges     |
| Poids lourds (-91 kg)       | Erislandy Savon        | Yamil Peralta      | Deivis Julio Julio Castillo     |
| Poids super-lourds (+91 kg) | Jose Larduet           | Cristhian Salcedo  | Solomon Nkosi Nigel Paul        |